# Rano Raraku
Rano Raraku és un cràter volcànic format de la cendra consolidada, situat a l'Illa de Pasqua, Xile, més específicament cap a l'Est, a la vora de la costa sud, entre Poike, Hotu Iti i el turó Pu'i. Aquest volcà —antigament conegut com a Maunga Eo— conté una llacuna al seu interior. El volcà posseeix una rellevància històrica per a l'Illa, ja que als seus vessants, tant interiors com exteriors, es tallaven els Moai. La part exterior del volcà presenta un gran nombre de moai encara inconclusos, alguns d'enormes dimensions. Aquí es troba l'estàtua més gran de l'illa, de 21 metres d'alt, encara no despresa de la roca base. Des del cim es pot observar gran part de l'illa.
La llacuna del Rano Raraku aquesta situada a l'interior del volcà, és d'aigua dolça i té tres metres de profunditat màxima. Als seus marges creix abundant vegetació, principalment joncs de tipus boga. L'estudi del contingut pol·línic dels sediments acumulats al fons de la llacuna, proporciona informació valuosa sobre els períodes de desforestació de l'illa de Rapa Nui.
L'activitat dels talladors de Moais va arribar fins al cim i també al seu vessant interior, on actualment hi ha uns quaranta Moais mirant cap a la llacuna. Cap a l'interior de l'illa partien senders per on es transportaven les estàtues fins a les seves plataformes, el «camí dels moai».